# Municipio de Przygodzice

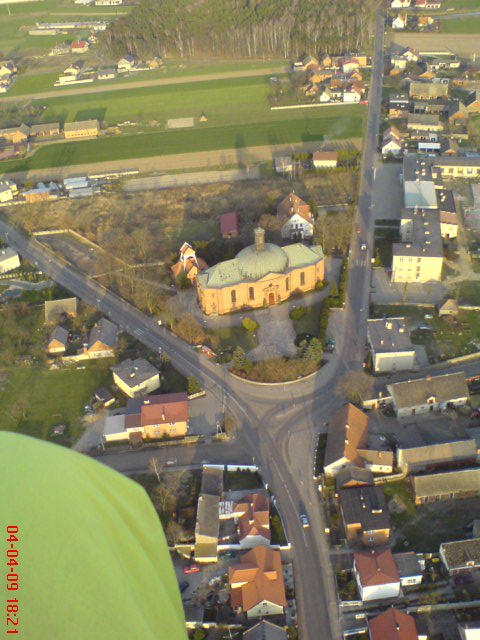
Vista aérea

Przygodzice es un municipio (gmina) rural en el distrito de Ostrów Wielkopolski, voivodato de Gran Polonia, en el centro oeste de Polonia. Su sede es el pueblo de Przygodzice, el cual se encuentra aproximadamente a 5 kilómetros al sur de la ciudad de Ostrów Wielkopolski.
El municipio cubre una superficie de 163,48 km² y en 2006 la población total ascendió a 11 320. Incluye una parte de área protegida llamada Parque protegido del valle del río Barycz.

## Pueblos
El municipio de Przygodzice incluye los siguientes pueblos y aldeas: Antonin, Antonin-Strugi, Bogufałów, Chynowa, Czarnylas, Dębnica, Hetmanów, Janków Przygodzki, Ludwików, Przygodzice, Przygodziczki, Smardów, Topola Wielka, Topola-Osiedle, Trzcieliny y Wysocko Małe.

## Gminas contiguas
El municipio de Przygodzice está rodeada por la ciudad de Ostrów Wielkopolski y por los municipios de Mikstat, Odolanów, Ostrów Wielkopolski, Ostrzeszów, Sieroszewice y Sośnie.

## Monumentos y lugares turísticos de interés de la localidad
En el municipio se encuentran:

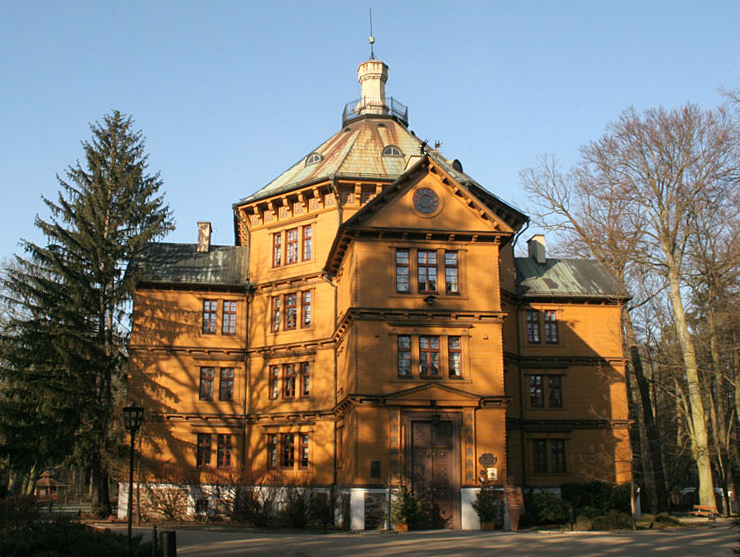
Palacio Antonin

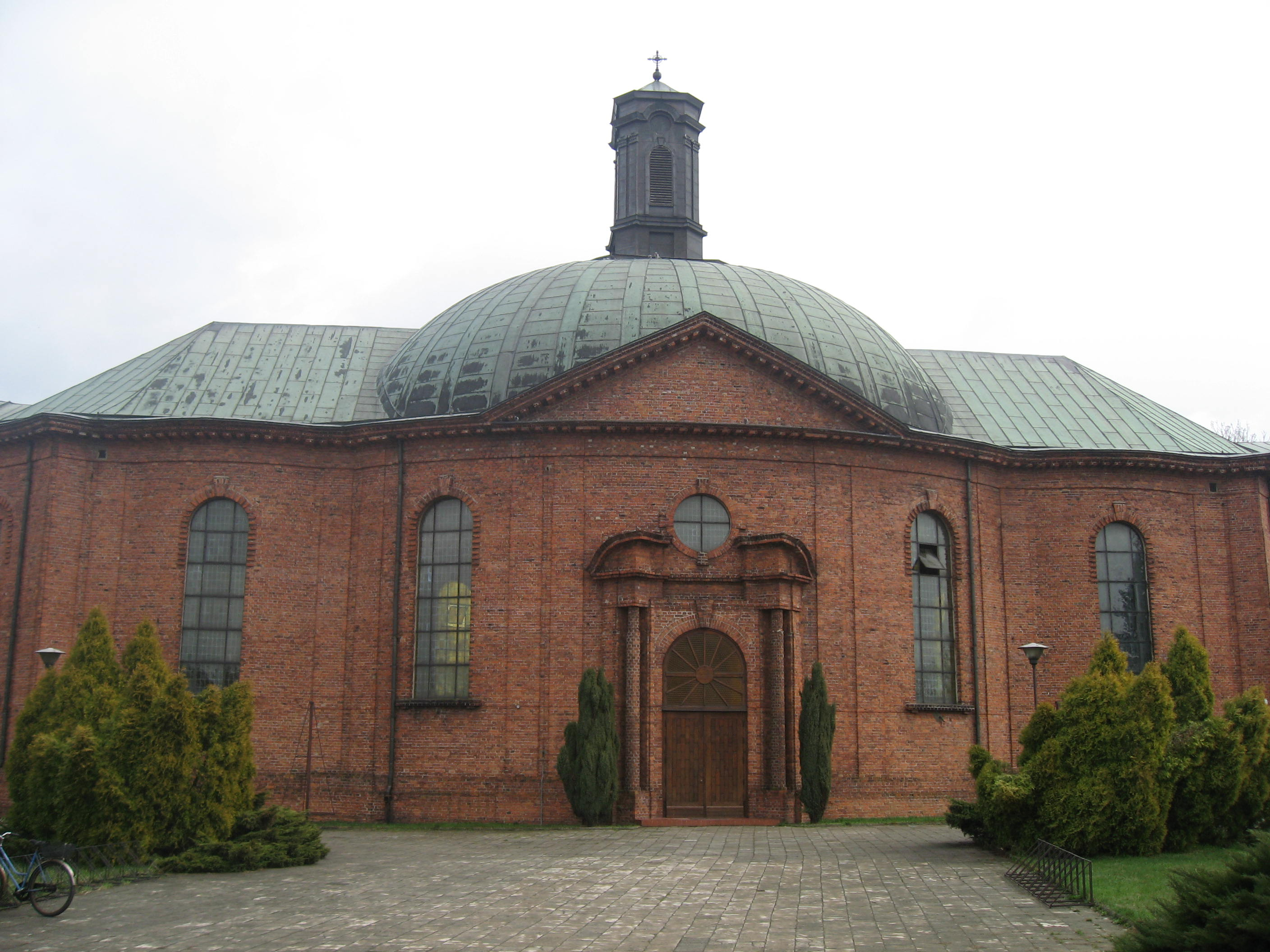
Casa de los Pueblos

- el palacio Antonin de los príncipes Radziwiłł,
- la iglesia Czarnylas de las tres religiones,
- Dębnica , base para estanques de Stawy Przygodzickie
- Janków Przygodzki , una réplica de una iglesia de Dresde
- la Casa de los Pueblos  y la iglesia barroca Józef Piłsudski.